# 尼冠洲
尼冠洲（1894年—1936年1月23日），蒙古族，蒙古名尼瑪鄂特索爾，清末八旗察哈尔左翼镶白旗人，中华民国政治人物。

## 生平
尼冠洲早年任察哈尔明安牧场总管。他和吴鹤龄与卓特巴扎普关系特别亲密。1928年7月6日，国民政府内政部建议将热河特别区、察哈尔特别区、绥远特别区均改设行省。7月，他和杭锦寿作为察哈尔部代表赴南京向国民政府请愿，希望察哈尔部和内蒙古各盟旗实行联合自治，直属国民政府管辖，遭到拒绝。9月17日，国民政府公布了将热河、察哈尔、绥远、青海、西康改为行省的命令。1929年，察哈尔牛羊牧群总管卓特巴扎普任国民政府蒙藏委员会驻北平办事处副处长，察哈尔部明安牧场总管尼冠洲代理察哈尔牛羊牧群总管一职。1934年，他任蒙古地方自治政务委员会委员。
1935年11月，中国国民党第五次全国代表大会上，他当选为中国国民党中央候补执行委员。1936年1月，他和吴鹤龄奉蒋介石之命，到张北阻止德穆楚克栋鲁普同日本人合流。1936年1月，他和吴鹤龄、白雲梯以及德穆楚克栋鲁普到张北会见卓特巴扎普。在会上，他们讨论了卓特巴扎普提出的在察哈尔省北部六个牧旗部署骑警的计划。该省因为秦土协定而不能驻军。这是为因应此前1个月李守信所率的满洲国军队占领该地区的新形势。到张北后，卓特巴扎普希望他任察哈尔盟公署总务厅长，但他未接受。1月22日，德穆楚克栋鲁普以蒙古地方自治政务委员会的名义，将察哈尔左翼四旗及四牧群改设察哈尔盟，卓特巴扎普任盟长。
1936年1月23日，尼冠洲乘车从张北返回张家口。在路上，有便衣持枪人员拦截了汽车，认出了尼冠洲并将其击毙，随后逃走，其他人则未受伤害。
日本人否认与此次事件有关，并表示这是中国方面所为。当时的报纸认为，可能是尼冠洲觉得卓特巴扎普越权行事，导致与卓特巴扎普发生矛盾。后来的学术研究认为，这起刺杀是日本人策划的，因为他们不喜欢尼冠洲的蒙古民族主义以及对日本扩张势力的反对。后来，德穆楚克栋鲁普回忆此事件时称，当时他事先知道日本人也有刺杀吴鹤龄的计划，但是尼冠洲的死仍然让他大吃一惊，因为他当时认为尼冠洲会被卓特巴扎普保护。日本驻阿巴嘎旗特务机关长盛岛角房策划了该事件。
尼冠洲遇刺身亡的显著后果是他的朋友卓特巴扎普被迫更紧密地同日本人合作，并且后来参加了德穆楚克栋鲁普的蒙古军政府。